# Odapark
Het Odapark is een stadspark met een gelijknamig kunstcentrum aan de rand van Venray (Nederlands Limburg). Het natuurgebied sluit in het oosten aan op het stadsbos Vlakwater. Het is een park op glooiend stuifzandgebied, waar ook een aantal oude bomen en lanen zijn te vinden.

## Historie
Het park van 19 ha was vroeger eigendom van de Zusters Ursulinen, die in Venray een meisjesinternaat beheerden, Jerusalem genaamd. Het park werd door de Zusters in 1899 ingericht en vernoemd naar Sint-Oda, de beschermheilige van Venray. Het 19de-eeuwse Theehuis en diverse historische prieeltjes stammen nog uit de tijd van de Zusters. In 1981 kwam het park in bezit van de gemeente Venray, sindsdien is het een openbaar park. 

## Heden
In het park worden een 60-tal beelden van internationale kunstenaars tentoongesteld. Het park en de beeldencollectie worden sinds 1992 beheerd door Stichting Odapark. In het centrale paviljoen en het bijbehorende Theehuis worden door de stichting tentoonstellingen met hedendaagse kunst en educatieve projecten georganiseerd. Daarnaast is zijn er regelmatig concerten en lezingen. Het park en het kunstcentrum worden beheerd met behulp van een klein team en een grote groep vrijwilligers.

## Collectie
De beeldencollectie in het park omvat kunstwerken van internationale kunstenaars, waaronder: Kees Bierman, Reinhard Buxel, Doyle & Mallinson, Hans Lemmen, Herbert Nouwens, Tanja Ritterbex, Snode Vormgevers, Rod Summers en William Sweetlove.